# Lomographa taminata
Lomographa taminata là một loài bướm đêm trong họ Geometridae.